# 蒙托亞 (新墨西哥州)
蒙托亞（英語：Montoya）是位於美國新墨西哥州奎伊縣的非建制地區。

## 歷史
蒙托亞的郵局於1902年設立，其後於1980年停運。

## 地理
蒙托亞所處的海拔為高於海平面1317米（即4321英呎），而該地所採用的時區為UTC-7，即北美山地时区（MST）。同時該地設有夏令時間，為UTC-7調快一小時，即UTC-6（MDT）。